# ليال وول
ليال وول (25 أكتوبر 1891 في أستراليا - 9 يونيو 1969) (بالإنجليزية: Lyall Wall)‏ هو لاعب كريكت أسترالي.

## وصلات خارجية
- ليال وول على موقع إي آس بي آن كريك إنفو (الإنجليزية)